# Lega Dhivehi
La Lega Dhivehi (in inglese Dhivehi League, "dhivehi" significa "maldiviano" nella lingua locale) è stata la massima serie del campionato maldiviano. A partire dalla stagione 2015 è stata sostituita dalla Dhivehi Premier League.

## Albo d'oro
- 2000:  Victory
- 2001:  Club Valencia
- 2002:  Club Valencia
- 2003:  Club Valencia
- 2004:  Club Valencia
- 2005:  Hurriyya
- 2006:  New Radiant
- 2007:  Victory
- 2008:  Club Valencia
- 2009:  VB Addu
- 2010:  VB Addu
- 2011:  VB Addu
- 2012:  New Radiant
- 2013:  New Radiant
- 2014:  New Radiant